# Font del Geni Català
La Font del Geni Català és un monument situat al centre del Pla de Palau de Barcelona, catalogat com a bé cultural d'interès local. És dels pocs exemples conservats d'escultura monumental d'estil imperi.

## Història
A mitjans de la dècada del 1830 es va concebre la idea de dedicar un monument a la reina Isabel II, però no es va dur a terme. Uns anys després, El 14 de desembre del 1851, sis dies abans del naixement del seu primogènit, l'arquitecte Francesc Daniel Molina presentà una memòria a l'Acadèmia de Belles Arts de Barcelona amb un projecte de font on s'incoien quatre estàtues que representaven les quatre províncies catalanes, coronada per la figura central de la reina presentant el nou Príncep d'Astúries al poble. El 18 de desembre, l'Acadèmia va rebutjar el projecte, al·legant que el monument constava de «dos cosas esencialmente distintas [a las que] es filosóficamente muy difícil dar unidad».
El 27 de desembre, Molina va tornar a presentar el projecte modificat, suprimint l'estàtua de la reina i substituint-la per una imatge al·legòrica d'un geni que sostenia un estel amb la seva mà dreta, que representava l'esplendor de la monarquia, la «llum vivificant del poble espanyol» i el progrés, i el 30 de desembre, l'Acadèmia en va emetre un informe favorable. Finalment, el 13 de juliol del 1852, l'Ajuntament de Barcelona acordà dedicar el monument al marquès de Campo Sagrado Bernaldo de Quirós, capità general de Catalunya entre 1824 i 1827. Fou responsable de la primera urbanització del passeig de Gràcia i l'hivern de 1826 aconseguí que les aigües de Montcada arribessin a les fonts de la ciutat.
El 3 d'agost del mateix any, Molina presentà a l'Ajuntament una nova memòria del projecte, on canviava el significat del principal motiu al·legòric, que passava a simbolitzar «el genio emprendedor de los Catalanes», tot i que va suggerir que es pogués substituir per una estàtua del marqués de Campo Sagrado o una al·legoria de la ciutat de Barcelona, cosa que fou acceptada per la comissió municipal que va aprovar el projecte l'11 d'agost. Aquest monument, juntament amb el dedicat a Galceran Marquet, obra del mateix arquitecte, serien els dos primers de Barcelona que no es dedicaven a un personatge reial, religiós o mitològic.
Els treballs es posaren en marxa immediatament i el pressupost indica que la figura central seria de ferro colat. El 18 de desembre s'informà que la part de marbre, suposadament la part inferior, s'adquiria als germans Baratta de Carrara, residents a la ciutat. No obstant això, ja que la subhasta per a l'elaboració de la fosa i el modelat de les estàtues va quedar deserta, els Baratta van aprofitar l'ocasió per a oferir-se ells mateixos per a fer-les en marbre, la qual cosa quedà aprovada el 20 d'abril de 1853. Aquests no entregaren les escultures en el temps establert, motiu pel qual demanaren una primera pròrroga el 14 d'abril de 1854 i una segona el 8 de juny del mateix any.

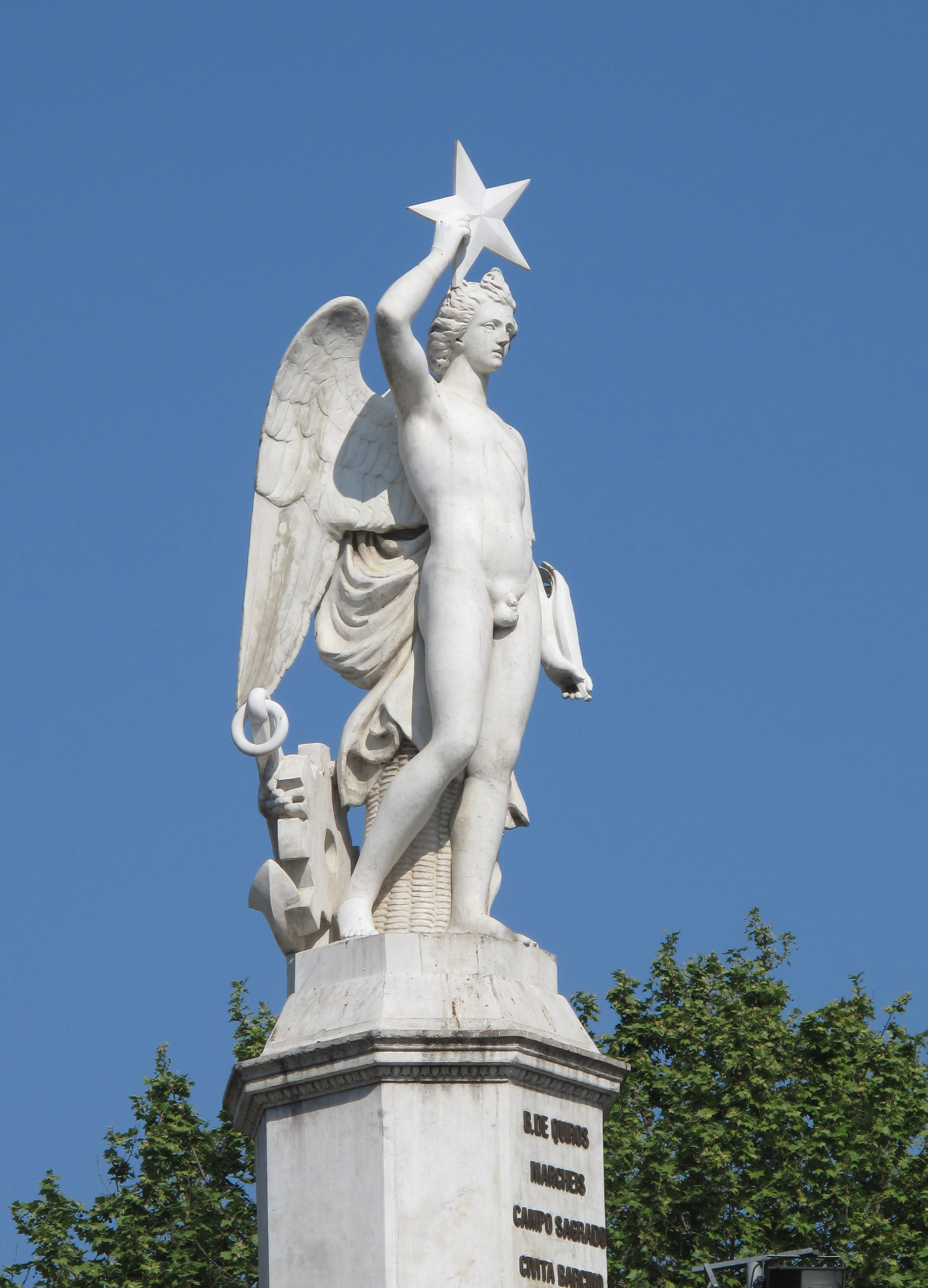
Figura del Geni Català

L'1 d'abril del 1856, Fausto Baratta comunicà a l'Acadèmia de Belles Arts que estava concloent «una estatua colosal que representa un Genio para colocarse en el monumento de la plaza de Palacio», la qual fou acabada el 7 d'abril. Tanmateix, no hi ha cap explicació sobre les raons del retard ni la substitució de l'estàtua del projecte anterior. Finalment, la font s'inaugurà l'1 de juny, i es desencadenà una sèrie de polèmiques entre l'Església i l'Acadèmia de Belles Arts en relació amb la visibilitat del penis de l'estàtua del geni. Tant és així, que el 12 de juny l'Ajuntament posà una tanca al voltant del monument per a evitar-ne mutilacions. Posteriorment, i a iniciativa del bisbe de la diòcesi, es va amputar el penis del geni, deixant-ne només els testicles, coberts amb un drap.
Després de la Guerra Civil, la font va ser restaurada per Frederic Marès, que hi va afegir uns trossos que s'havien trencat de les ales, els peus, les mans, l'estel i la palma, però va mantenir el tapall, el qual es va retirar a mitjans dels anys 1980. A principis dels 1990, s'hi va dur a terme una restauració promoguda per la campanya Barcelona posa't guapa, que va afegir-li al geni un penis de forma semblant a un tub, realitzat en resines per un picapedrer, que també substituí les parts que Marès havia refet i que s'havien separat. Totes aquestes intervencions, però, van ser retirades i substituïdes entre 2007 i 2008 en una nova restauració duta a terme per un equip dirigit per Mercè Marquès, seguint de manera fidel i rigorosa testimonis donats per fotografies antigues. El modelatge de les peces va ser fet per Abel Vallhonesta i la seva realització en marbre i fixació per Ferran Regàs; es van respectar les parts que havia refet Marès de manera diferent a l'original, com les ales dels cavalls, que inicialment havien estat com de papallona; i no es va refer el penis, ja que no es disposava de cap testimoni visual ni documental que deixés constància de com era. També es va aprofitar per substituir la instal·lació d'aigua, netejar els fongs i refer en bronze les lletres de la placa que commemora el marquès de Campo Sagrado.

## Descripció
D'estil neoclàssic i realitzat en marbre, es divideix en tres pisos diferenciats: 
- La figura central del «geni català» al capdamunt. Aquesta es presenta com un personatge masculí, jove i alat, que aixeca amb la seva mà dreta un estel de cinc puntes, com a símbol del progrés il·lustrat.[1]
- El pis intermedi, amb quatre matrones assentades en el seu tron que representen les províncies catalanes; estan separades per un cap de lleó, del qual en sorgeix l'aigua que brolla fins a la base.[1][2]
- La base, de planta octogonal, amb figures d'amorets i quatre cavalls marins cavalcats per personatges alats, al·legories dels principals rius catalans (l'Ebre, el Segre, el Llobregat i el Ter).[1][2]